# Masoud Kimiai
Masoud Kimiai (em idioma persa:مسعود کیمیایی Teerão, 1941) é um director de cinema iraniano, roteirista e produtor nomeado entre outros prémios Golden Bear em 1991 no Festival Internacional de Cinema de Berlim para Dandan-e-mar. Ele conseguiu um grande impacto em 1969, quando dirigiu seu segundo filme, Qeysar, que é considerado um ponto de viragem no cinema iraniano.

## Biografia
Massoud Kimiay teve uma infância difícil e agitada: muitas vezes está envolvido em lutas que terminam na delegacia de polícia. Ao longo do tempo, ele transforma sua energia em livros e lê vorazmente, especialmente livros sobre cinema, e passa por estudos que procuram trabalho. Durante essas visitas, ele se reunirá com o diretor Samuel Khachikian, que lhe dará suas primeiras aulas de realização, fazendo dele seu assistente em 1965. Ele fará seus primeiros trabalhos independentes fazendo comerciais para filmes americanos.
Kimiay começou sua carreira como assistente de direcção e fez sua estreia no Come Stranger, em 1968. Com seu segundo filme, Qeysar (1969), ele e Dariush Mehrjui com o filme The Cow, causaram uma mudança histórica na indústria cinematográfica iraniana; o filme de Dariush Mehrjui com mais valores artísticos manteve seu nível de grandeza ao longo da história do cinema iraniano. Qeysar tornou-se um grande sucesso na bilheteira e preparou o caminho para jovens e talentosos cineastas que nunca tiveram uma oportunidade na indústria.
Seus filmes são sobre pessoas fora da sociedade com seus personagens anti-heróis que morrem no final. Muitos directores de filmes comerciais imitaram seu Kaiser/Qeysar por cerca de seis anos, mas na última década ele se concentrou em jovens antagonistas. Ele geralmente escreve seus scripts, usando diálogos de jargões com base no dialecto popular tradicional, mas alguns iranianos consideram esses diálogos pouco realistas e raros.
Em 1991, recebeu um prémio no 41º Festival Internacional de Cinema de Berlim por seu Snake Fang. Este não foi o seu único prêmio internacional. No Festival Internacional de Cinema do Cairo em 1979, obteve da Organização Internacional de Cinema Católico (OCIC), o Prémio OCIC para o filme The Journey of the Stone. O júri internacional OCIC deu seu prémio a este filme porque The Journey of the Stone denunciou a exploração da humanidade pela própria humanidade e exigiu uma ordem social mais justa. Crime dirigido por Kimiai Vencedor Crystal Simorgh foi considerado o melhor filme no Fajr International Film Festival 2011.
Masoud Kimiay foi casado três vezes. Ele foi casado com a falecida cantora pop iraniana Giti Pashaei até 1991 e então se casou com outra cantora iraniana, a famosa Googoosh.

## Filmografia
- Come Stranger, 1968
- Qeysar, 1969
- Reza Motorcyclist  (1970)
- Dash Akol, 1971
- The Soil, 1973
- Baluch, 1972
- Gavaznha, 1974
- The Horse (short film)

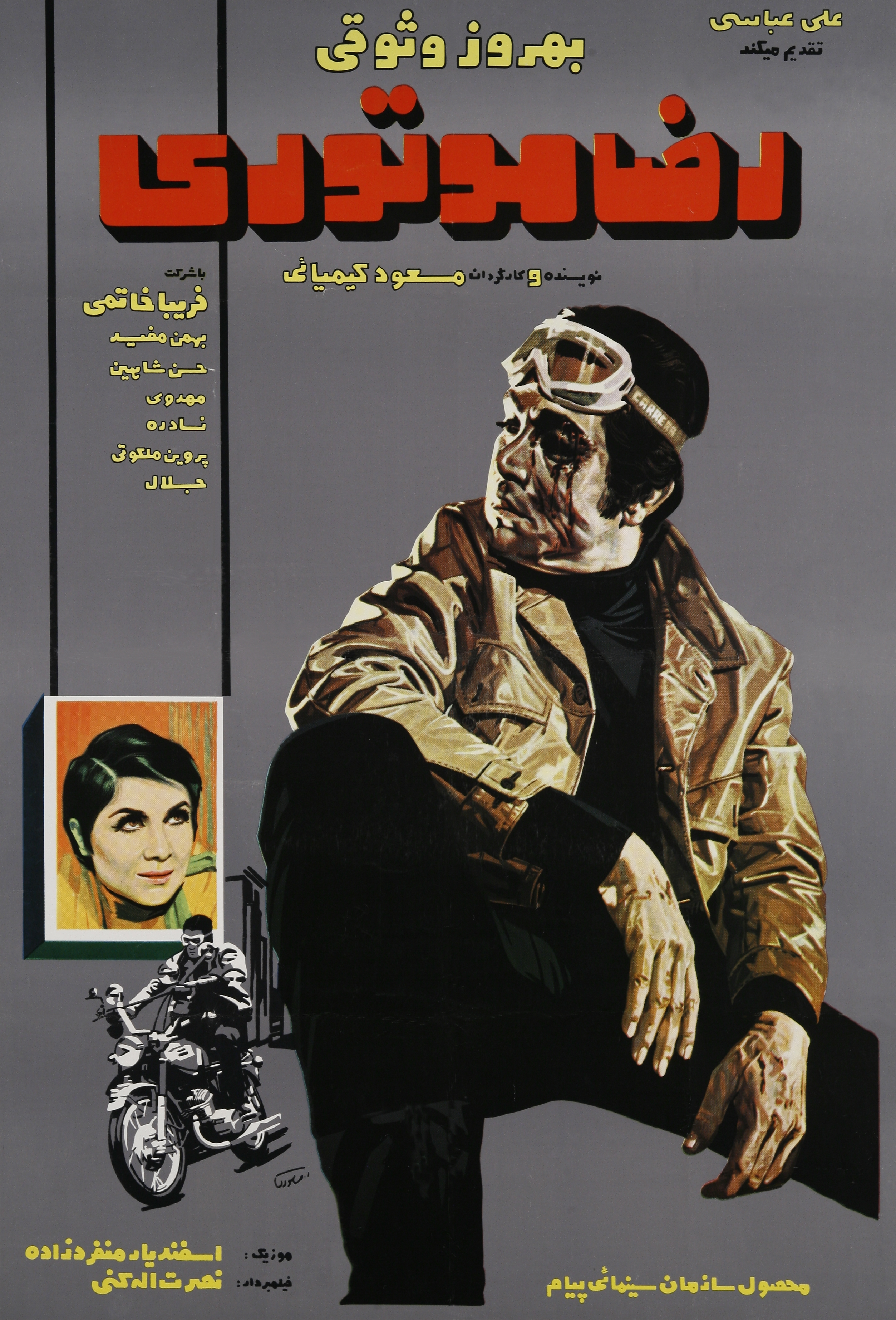
Poster do filme Reza Motorcyclist de 1970.

- The Oriental Boy (short film), 1974
- Ghazal, 1976
- The Journey of the Stone, 1978
- The Red Line, 1982
- The Blade and the Silk, 1987
- The Lead, 1988
- Snake Fang, 1990
- The Sergeant, 1991
- The Wolf's Trail, 1992
- Ziafat, 1995
- Tejarat, 1995
- Soltan, 1996
- Mercedes, 1998
- Faryad, 1999
- Eteraz, 2002
- Friday Soldiers, 2004
- Verdict, 2005
- The Boss, 2006
- Trial on the Stre]], 2009
- Crime, 2011
- Qeysar 40 saal baad (Documentary), 2011
- Metropole, 2014
- Ghatel-e Ahli, 2016
- Khaen Koshi, 2022

## Prémios
- - Nomeado Crystal Simorgh Melhor Diretor Fajr International Film Festival 2000
  - Vencedor Prêmio Especial do Júri Montreal International Film Festival 1992
  - Menção Honrosa no 41º Festival Internacional de Cinema de Berlim 1991
  - Nomeado Crystal Simorgh Melhor filme Fajr International Film Festival 1989
  - OCIC International Catholic Film Organization 1979
  - Vencedor do prêmio de melhor diretor do Festival Internacional de Cinema de Cairo, 1979
  - Vencedor Medalha de Prata Festival Internacional de Filmes Mannheim-Heidelberg 1976
  - Melhor roteiro Tashkent International Film Forum 1971
  - Melhor filme e roteirista Sepas Film Festival 1969
  - Melhor Diretor Sepas Film Festival 1969

## Literatura
- Jassadhaye Shishe-ei (Novela)
- Hassad Bar Zendegi Ein-al-Qozat (Novela)
- Zakhm Aql (Poesia)